# Keith McDermott
Keith McDermott (* 28. September 1953 in Houston, Texas) ist ein US-amerikanischer Schauspieler, Theaterregisseur und Autor.

## Leben
McDermott wurde in Houston im US-Bundesstaat Texas geboren und ist der Sohn von Betty Ray Rees und James E. McDermott. Seine Eltern sind walisischer und irischer Abstammung. Im Anschluss an seine High-School-Zeit an der Mount Lebanon High School in Pittsburgh, Ohio, besuchte er die Universität von Ohio und machte seinen Abschluss an der dortigen Theaterschule mit einem Bachelor in Fine Arts mit Auszeichnung. Danach setzte er seine Ausbildung an der London Academy of Music and Dramatic Art fort.
Im Alter von zwanzig Jahren lernte er den doppelt so alten Bühnenschauspieler Larry Kert in New York City kennen, der in Musicals wie Company und West Side Story spielte, und mit dem er eine Affaire einging – die sich daraus entwickelnde Freundschaft dauerte bis zu dessen Tod an. Zu dieser Zeit prostituierte sich McDermott laut eigenen Aussagen eine Zeit lang, wenn er Geld benötigte. Er war auch kurz mit dem ebenfalls doppelt so alten Schauspieler Tab Hunter liiert, der auch mit Anthony Perkins eine damals geheime Beziehung führte; der Kontakt hielt über die Beziehung hinaus. Später lebte er für fünf Jahre mit dem Autor Edmund White in einem Appartement in der Horatio Street zusammen, der die gemeinsame Zeit in sechs seiner Bücher verarbeitete. Mit Joe Brainard führte McDermott neun Jahre eine Beziehung, der bis zu dessen Tod mit Kenward Elmslie zusammen war.
Keith McDermott lebt mit seinem Partner, dem marokkanischen Maler Eric Amouyal, in New York City.

## Karriere
Nach seinem Studium spielte er zunächst Shakespeare-Stücke in Stratford, Connecticut; im Jahr 1971 zog er nach New York. Sein Broadway-Debüt hatte er 1974 in der Rolle des Alan Strang in Equus an der Seite von Richard Burton und unter der Regie von John Dexter. Zu dieser Zeit war er auch mit Anthony Perkins befreundet. Es folgten weitere Broadway-Auftritte in A Meeting by the River und in Harold and Maude an der Seite von Janet Gaynor. Im Jahr 2011 spielte er in Grant James Varjas’ Accidentally, Like a Martyr am Off-Broadway und im Jahr 2014 in Chuck Blasius’ Bühnenstück I Could Say More.
Neben der Schauspielerei am Broadway und Off-Broadway arbeitet er auch als Theaterregisseur und ist besonders für seine Regie bei Off-Off-Broadway-Komödien aus der Feder des Avantgarde-Dramatikers Jim Neu bekannt, die er über 15 Jahre ab den 1980er Jahren führte, unter anderem im LaMama. McDermott war zudem Gründungsmitglied der Lion Theater Company, mit der er Klassiker wie End as a Man, The Tempest und Molières Der Arzt wider Willen aufführte – die Gründungsmitglieder waren Ensemble-Mitglieder des American Shakespeare Theatre in Stratford.
McDermott war auch vor der Kamera zu sehen. So spielte er in dem Hollywood-Film An einem Morgen im Mai sowie in zahlreichen Independent-Filmen mit, darunter in Ignatz & Lotte. Er hatte zudem als Woody eine prägende Nebenrolle im Horrorfilm Tourist Trap – Die Touristenfalle, eine seiner ersten Arbeiten vor der Kamera. Im Fernsehen hatte er Gastauftritte in den Fernsehserien Durch die Hölle nach Westen und in Off-Awful. Zuletzt war er im Jahr 2018 in dem Kurzfilm Bennifer zu sehen.
Sein Roman Acqua Calda wurde durch seine langjährige Freundschaft und Zusammenarbeit mit dem Regisseur Robert Wilson inspiriert, mit dem er auf Bühnen in den Vereinigten Staaten, Europa, Russland und Japan arbeitete. Memoiren über seinen ehemaligen langjährigen Partner Joe Brainard erschienen in der Anthologie Loss Within Loss von Edmund White.
Im deutschen Sprachraum wurde McDermott unter anderem von Michael Nowka synchronisiert.

## Filmografie (Auswahl)
- 1979: Durch die Hölle nach Westen (How the West Was Won; Fernsehserie)
- 1979: Tourist Trap – Die Touristenfalle[17]
- 1983: An einem Morgen im Mai
- 1995: Ignatz & Lotte[14]
- 1999: A Slipping-Down Life
- 2008: Birds of America
- 2013: I Fell Into a Black Hole While Searching For My Double
- 2013–2014: Off-Awful (Fernsehserie)
- 2014: Recourse (Kurzfilm)
- 2017: Human Resources (Kurzfilm)
- 2018: Bennifer (Kurzfilm)

## Theater (Auswahl)
- 1972–1973: Life Class ((Manhattan Theatre Club, New York City))[18]
- 1974: Cowboy Pictures (Playwrights Horizons, Off-Broadway, New York City)[18]
- 1974: Coroner’sPlot (Playwrights Horizons, Off-Broadway, New York City)[18]
- 1974–1976: Equus (Plymouth Theatre, Broadway, New York City)[9][13]
- 1975: The Coroner’s Plot (Playwrights Horizons, Off-Broadway, New York City)[18]
- 1975: Beethoven / Karl (Playwrights Horizons, Off-Broadway, New York City)[18]
- 1979: A Meeting by the River (Palace Theatre, Broadway, New York City)[9][13]
- 1980: Harold and Maude (Martin Beck Theatre, Broadway, New York City)[9][13][19]
- 1981: Misalliance (Roundabout Stage I, 23rd Street Theater, Off-Broadway, New York City)[18]
- 2010: Poetic License: 100 Poems by 100 Performers (The Bowery, New York City)[12]
- 2010–2011: Accidentally, Like a Martyr (Paradise Factory, Off-Broadway, New York City)[10][12]
- 2014: I Could Say More (Hudson Guild Theatre, New York City)[11][12]
- 2015: The Floatones (La MaMa, New York City)[12]
- 2015: And That’s How the Rent Gets Paid (The Kitchen, New York City)[12]
- 2021: Theater in Quarantine[20]

Weitere Rollen ohne chronologische Zuordnung:
- The Poker Session (Theatre Off-Park, New York City)
- Romeo and Juliet (Lion Theatre, New York City)[6]
- Da (Studio Arena Theatre, Buffalo, New York)
- Macbeth and Lucius (American Shakespeare Festival)[6]
- Julius Caesar (American Shakespeare Festival)[6]
- Measure for Measure (American Shakespeare Festival)[6]
- I Was Sitting on My Patio… (San Francisco)
- A Life in the Theatre (Kenyon Festival Theatre, Ohio)
- Marqualis, End as a Man, Edison, Ferdinand, The Tempest (Off-Broadway)[6]